# Phil Hughes (futebolista)
Philip Anthony "Phil" Hughes (Belfast, 19 de novembro de 1964) é um ex-futebolista profissional norte-irlandês que atuava como goleiro.

## Carreira
Phil Hughes fez parte do elenco da Seleção Norte-Irlandesa de Futebol, da Copa de 1986.